# Matka Teresa z Kalkuty
Matka Teresa z Kalkuty MC, właśc. Anjezë Gonxha Bojaxhiu (ur. 26 sierpnia 1910 w Skopje w Imperium Osmańskim, zm. 5 września 1997 w Kalkucie w Indiach) – albańska zakonnica, założycielka zgromadzenia Misjonarek Miłości, laureatka Nagrody Templetona oraz Pokojowej Nagrody Nobla w roku 1979, święta Kościoła katolickiego.
Od 1948 do śmierci w 1997 prowadziła hospicja dla umierających, ubogich, chorych i sierot. W 1979 roku otrzymała Pokojową Nagrodę Nobla, a rok później najwyższe indyjskie odznaczenie państwowe – order Bharat Ratna – za pracę humanitarną. Misjonarki Miłości systematycznie rozwijały się i w roku jej śmierci obsługiwały 610 misji w 123 krajach (hospicja, domy dla zakażonych HIV/AIDS, trądem i gruźlicą, jadłodajnie, programy wspierające dzieci i rodziny, domy dziecka i szkoły).

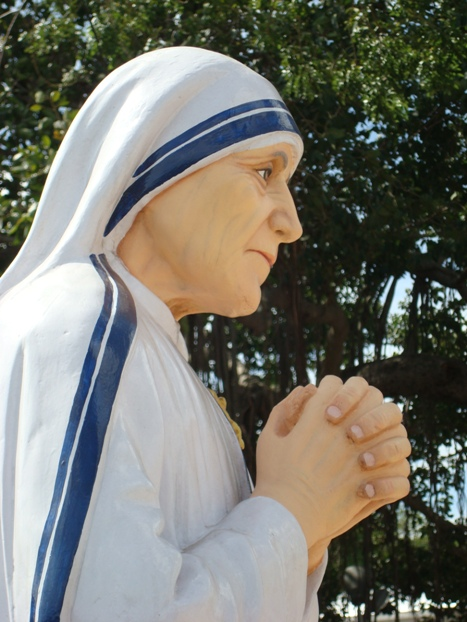
Pomnik Matki Teresy

## Dzieciństwo
Anjezë Gonxha Bojaxhiu urodziła się 26 sierpnia 1910 roku w Üsküb w Imperium osmańskim (obecnie Skopje, stolica Macedonii Północnej). Była najmłodszym dzieckiem w rodzinie ze Szkodry w Albanii. Jej rodzicami byli Nikollë i Drana Bojaxhiu. Jej ojciec uczestniczył w albańskim życiu politycznym. Po jego śmierci w 1919 roku matka wychowywała ją w wierze katolickiej. Matka w celu utrzymania rodziny podjęła pracę jako krawcowa. Prowadziła równocześnie działalność dobroczynną i często zabierała Anjezë ze sobą w odwiedziny do chorych, samotnych i starszych ludzi. Według biografii Joan Graff Clucas, Anjezë od wczesnych lat zafascynowana była żywotami misjonarzy i ich posługą. W wieku dwunastu lat postanowiła poświęcić swe życie Bogu. Sześć lat później opuściła dom rodzinny i wstąpiła do Instytutu Błogosławionej Dziewicy Maryi i została misjonarką. Nigdy więcej nie ujrzała swej matki i siostry.

## Początek życia zakonnego
Anjezë udała się najpierw do opactwa Instytutu Błogosławionej Dziewicy Maryi w Rathfarnham w Irlandii, by nauczyć się języka angielskiego, którego Siostry Loreto używały w swych szkołach w Indiach. 12 października 1928 roku rozpoczęła tam 6-tygodniowy postulat. Do Indii przybyła na początku 1929 roku i 23 maja rozpoczęła nowicjat w Dardżylingu, niedaleko Himalajów. Swe pierwsze czasowe śluby zakonne złożyła 24 maja 1931 roku, przyjmując imię Teresa – po Teresie z Lisieux, patronce misjonarzy. Zaczęła wówczas nauczać w szkole przy klasztorze Sióstr Loreto w Dardżylingu. Stamtąd została przeniesiona do szkoły Entally prowadzonej przez Instytut w Kalkucie. W tym samym czasie była też nauczycielką w szkole powszechnej im. Św. Tereski od Dzieciątka Jezus w Kalkucie. Śluby wieczyste złożyła 24 maja 1937 roku. Wyznaczono ją na stanowisko dyrektorki szkoły dla Bengalek oraz jako przełożoną kilku loretanek i grupy córek świętej Anny.
Mimo osobistego ubóstwa matka Teresa miała zwyczaj odwiedzać w niedziele biednych w slumsach Kalkuty. Oddawała im niepotrzebne, zniszczone rzeczy zakonu. W czasie II wojny światowej wzrosła w tym mieście liczba ubogich, a klęska głodu w roku 1943 przyniosła ogromną liczbę ofiar śmiertelnych. Matka Teresa pozostała w Kalkucie, kontynuując nauczanie w szkole.
12 lipca 1944 roku po raz pierwszy spotkała ojca Celestyna Van Exema, belgijskiego jezuitę, znawcę języka arabskiego i islamu, który przybył do Kalkuty, aby pracować wśród tamtejszych muzułmanów. Na prośbę matki Teresy, za zgodą miejscowego arcybiskupa, został jej kierownikiem i ojcem duchowym.
Podczas eskalacji konfliktu hindusko-muzułmańskiego w sierpniu 1946 roku w mieście ustały wszelkie dostawy żywności. Matka Teresa miała wtedy pod swoją opieką szkołę z internatem w Entally. Przebywało w nim wówczas 300 dziewcząt.

## Misjonarki Miłości

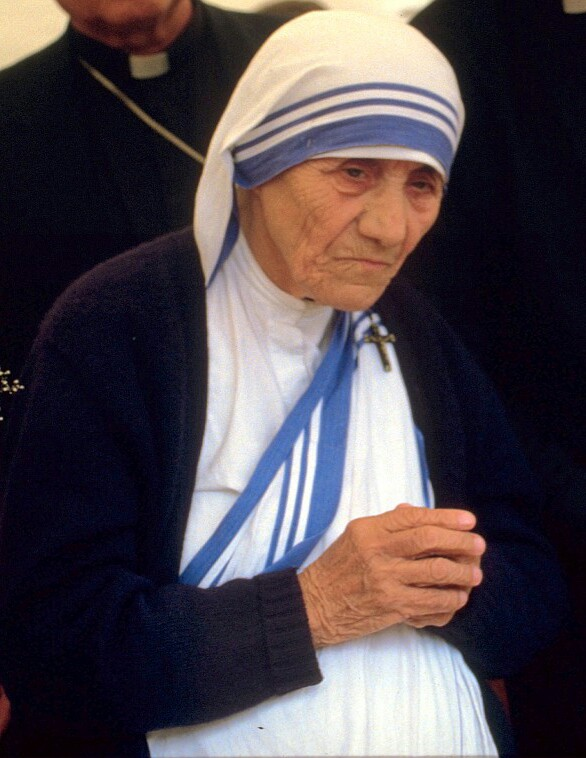

Podczas podróży z Kalkuty do klasztoru w Dardżyling na coroczne rekolekcje 10 września 1946 roku usłyszała „powołanie w powołaniu” – wezwanie, by opuścić klasztor i założyć nowe zgromadzenie, oddane pomocy najbiedniejszym z biednych. Wspominała później: „To był rozkaz. Odmowa byłaby zaparciem się wiary”. Po powrocie z rekolekcji matka Teresa przekazała swemu kierownikowi duchowemu notatki dotyczące powołania. Zgodnie z nimi zasadniczymi zasadami nowego zgromadzenia miały być:

- praca w duchu ubóstwa i radości na rzecz najbiedniejszych z biednych, mieszkających w dzielnicach nędzy;
- specjalny ślub miłości wobec ubogich;
- działalność bez instytucji, szpitali i dużych przychodni (praca wśród porzuconych, samotnych i najuboższych).

„Nowe” powołanie matki Teresy zostało jednak wystawione na próbę, ponieważ miejscowy arcybiskup Périer zdecydował, że nie zatwierdzi prośby zakonnicy „wcześniej niż za rok”. W styczniu 1948 roku zezwolono matce Teresie ubiegać się o pozwolenie opuszczenia zakonu loretanek. Najpierw zwróciła się z tą prośbą do matki generalnej zgromadzenia w Rathfarnham w Irlandii. Przełożona zgodziła się i poleciła matce Teresie zwrócić się o indult eksklaustracji do Kongregacji w Rzymie. Mimo to matka Teresa prosiła Stolicę Apostolską o indult sekularyzacji, gdyż nalegał na to arcybiskup Périer. 12 kwietnia 1948 roku Kongregacja ds. Rozkrzewiania Wiary wydała dekret o eksklaustracji matki Teresy, ważny przez rok.
Swą pracę misyjną z ubogimi ze slumsów rozpoczęła w sierpniu 1948, zamieniając habit Instytutu Błogosławionej Dziewicy Maryi na białe bawełniane sari z niebieską obwódką. Przyjęła wtedy obywatelstwo indyjskie. Początkowo założyła szkołę w Motijhil i wkrótce rozpoczęła udzielanie pomocy ubogim i głodującym. Szybko została zauważona przez indyjskich urzędników oraz premiera Indii.
Z pamiętnika Matki Teresy z Kalkuty wynika, że uważała, że pierwszy rok jej działalności był trudny. Nie miała pracy i za źródła utrzymania musiały służyć jej żebranie o jedzenie i zaopatrzenie. Doświadczała wątpliwości, samotności i pokus, by wrócić do Instytutu Błogosławionej Dziewicy Maryi. Napisała w swym pamiętniku:

Nasz Pan chce, bym była wolną zakonnicą z krzyżem ubóstwa na ramionach. Dzisiaj odebrałam dobrą lekcję. Ubóstwo ludzi biednych musi być dla nich bardzo ciężkie. Szukając domu nadającego się na szpital, chodziłam i chodziłam do czasu, aż zaczęły mnie boleć nogi. Pomyślałam wtedy, jak bardzo oni muszą cierpieć na ciele i duszy szukając domu, jedzenia i uzdrowienia. Wówczas komfort życia klasztornego (w którym wcześniej służyła) zaczął mnie kusić. Kusiciel powtarzał: «Musisz wypowiedzieć tylko słowo, a wszystko będzie jak dawniej». Z wolnej woli, mój Boże, i z miłości do Ciebie pragnę pozostać i czynić wszystko, co wskaże Twoja święta wola. Nie pozwoliłam sobie na uronienie ani jednej łzy.

7 października 1950 roku Matka Teresa otrzymała pozwolenie z Watykanu na założenie zgromadzenia diecezjalnego, które później stało się zgromadzeniem Misjonarek Miłości. Matka Teresa tak określiła cel swojego zgromadzenia: 

Głodni, nadzy, bezdomni, sparaliżowani, ślepi, trędowaci, wszyscy ci ludzie w całym społeczeństwie czują się niechciani, niekochani i zaniedbani. Ludzie ci stali się ciężarem dla wszystkich i są przez wszystkich unikani.

 Zgromadzenie rozpoczęło swą działalność w Kalkucie, posiadając 13 członków.
W 1952 roku Matka Teresa z Kalkuty otworzyła swój pierwszy dom dla umierających w miejscu udostępnionym przez miasto Kalkuta. Z pomocą urzędników indyjskich przemieniła opuszczoną świątynię hinduistyczną w Dom dla Umierających Kalighat – darmowe hospicjum dla ubogich. Nazwała je Kalighat – Dom Czystego Serca. Ludzie przyprowadzani do hospicjum otrzymywali pomoc medyczną i dostawali możliwość odejścia zgodnie z rytuałami ich wiary. Muzułmanom czytano Koran, Hindusi otrzymywali wodę z Gangesu, a katolicy otrzymywali sakrament namaszczenia chorych. Wkrótce misjonarka otworzyła dom dla chorych na trąd i nazwała to miejsce „Shanti Nagar”, czyli „Miasto pokoju”. Misjonarki Miłości założyły w Kalkucie kilka klinik dla trędowatych zaopatrujących ich w lekarstwa, bandaże i żywność.
Działalność Misjonarki Miłości miała coraz większy zasięg. W 1955 roku Matka Teresa otworzyła Nirmala Shishu Bhavan, czyli Dom Dzieci Nieskazitelnego Serca jako schronienie dla bezdomnych sierot i bezdomnej młodzieży.
Zgromadzenie założone przez Matkę Teresę z Kalkuty zaczęło szybko przyciągać zarówno kandydatki do życia zakonnego, jak i darczyńców gotowych wspierać to przedsięwzięcie. W latach sześćdziesiątych w całych Indiach otwierane były hospicja, domy dziecka i domy dla trędowatych. Matka Teresa rozszerzyła następnie zgromadzenie na cały świat. Pierwszy dom poza Indiami został otwarty w Wenezueli w 1965 roku. Następne domy zgromadzenia otwierane były w Rzymie, Tanzanii i w 1968 roku w Austrii. W latach siedemdziesiątych domy otwierane były w wielu innych krajach Azji, Afryki, Europy oraz w Stanach Zjednoczonych.

### Rozwój zgromadzenia
W 1996 roku działało 517 misji zgromadzenia Misjonarzy Miłości w ponad 100 krajach.
Zgromadzenie Braci Misjonarzy Miłości zostało założone w 1963 roku, a gałąź kontemplacyjna sióstr Misjonarek Miłości w roku 1976. Świeccy katolicy i niekatolicy zostali włączeni do zgromadzenia jako Współpracownicy Matki Teresy. Zostali nazwani Cierpiącymi Współpracownikami i Świeckimi Misjonarkami Miłości. Na prośbę wielu księży w 1984 roku Matka Teresa założyła również Kapłański Ruch Corpus Christi przeznaczony dla księży. W tym samym roku wraz z ojcem Josephem Langfordem założyła również Zgromadzenie Ojców Misjonarzy Miłości, by połączyć cele kształcenia Misjonarek Miłości z sakramentalną posługą duchowieństwa. Do 2007 roku całe zgromadzenie Misjonarzy Miłości liczyło około 450 braci i 5000 zakonnic na całym świecie pracujących na 600 misjach, w szkołach i placówkach opiekuńczych w 120 krajach.

## Działalność międzynarodowa
Podczas oblężenia Bejrutu w 1982 roku Matka Teresa z Kalkuty uratowała 37 dzieci ze szpitala na froncie, pośrednicząc w chwilowym zawieszeniu broni pomiędzy izraelską armią i palestyńskimi partyzantami. W towarzystwie pracowników Czerwonego Krzyża przeszła przez strefę ognia do zniszczonego szpitala, by ewakuować młodych pacjentów.
Matka Teresa z Kalkuty pojechała również do Etiopii, by nieść pomoc i służyć głodującym, do Czarnobyla, by pomóc ofiarom napromieniowania i do Armenii, by ratować tamtejsze ofiary trzęsienia ziemi.

## Życie duchowe
Analizując jej czyny, Jan Paweł II zapytał: 

Gdzie Matka Teresa znajdowała siłę i wytrwałość, aby oddać się całkowicie służbie innym? Znajdowała ją w modlitwie i w cichej kontemplacji Jezusa Chrystusa, Jego Świętego Oblicza, Jego Najświętszego Serca.

Prywatnie Matka Teresa doświadczała wątpliwości i walk na tle wiary, które trwały prawie 50 lat, aż do końca jej życia. Jej postulator, ksiądz Brian Kolodiejchuk, zeznał, że podczas swej „nocy duchowej” „w ogóle nie czuła obecności Boga”, „ani w swym sercu, ani w Eucharystii”. Matka Teresa wyrażała poważne wątpliwości co do istnienia Boga i cierpiała z powodu braku wiary:

Gdzie jest moja wiara? Nawet głęboko… nie ma niczego prócz pustki i ciemności… Jeśli jest Bóg – niech mi wybaczy. Kiedy staram się wznieść moje myśli do Nieba, napotykam na tak wielką pustkę, że te myśli wracają jak ostre noże i ranią moją duszę… Jak wielki jest ten nieznany ból – nie mam wiary. Odraza, pustka, brak wiary, brak miłości, brak zapału… Po co ja pracuję? Jeśli nie ma Boga, nie ma i duszy. Więc jeśli nie ma duszy, Jezu, Ty też nie jesteś prawdziwy.

Matka Teresa opisuje, że po dziesięciu latach walki z wątpliwościami, miała krótki etap ożywienia wiary. Jesienią 1958 roku, w chwili śmierci papieża Piusa XII, modląc się za niego na mszy żałobnej, powiedziała, że została uwolniona z „długiej ciemności: tego dziwnego cierpienia”. Pięć tygodni później opisuje jednakże powrót tych samych wątpliwości dotyczących wiary.
Matka Teresa napisała wiele listów do swych spowiedników i przełożonych. Poprosiła, by jej listy zostały zniszczone po jej śmierci, bojąc się, że „ludzie będą bardziej myśleli o mnie niż o Jezusie”. Pomimo tej prośby jej korespondencja została zebrana w dzieło zatytułowane Mother Teresa: Come Be My Light.

Wiele serwisów informacyjnych odniosło się do pism Matki Teresy, wskazując na „kryzys jej wiary”. Niektórzy krytycy Matki Teresy, jak Christopher Hitchens, uznają jej pisma za dowód, że jej publiczny wizerunek został stworzony przede wszystkim dla rozgłosu. Hitchens pisze: 

Co jest bardziej uderzające: to, że wierni powinni odważnie stawić czoła faktowi, że jedna z ich bohaterek straciła swoją wiarę, czy to, że Kościół powinien kontynuować szerzenie jej kultu, jako znanej ikony zagubionej starszej pani, która dla praktycznych celów przestała wierzyć?

Inni natomiast, jak ksiądz Brian Kolodiejchuk, redaktor Come By My Light, porównują Matkę Teresę z Kalkuty do szesnastowiecznego mistyka świętego Jana od Krzyża, który stworzył termin „nocy duszy”, by opisać konkretny etap w rozwoju duchowym mistrzów duchowości. Watykan stwierdził, że jej listy nie wpłyną na proces kanonizacyjny.
Benedykt XVI w swej pierwszej encyklice Deus caritas est wymienił Matkę Teresę z Kalkuty trzy razy. Użył również przykładu jej życia jako wyjaśnienia jednego z głównych punktów encykliki: 

Na przykładzie błogosławionej Matki Teresy z Kalkuty możemy jasno zobaczyć, że czas poświęcony Bogu na modlitwie nie tylko nie ogranicza efektywnej i pełnej miłości służby bliźniemu, lecz jest również niewyczerpalnym źródłem tej służby.

 Matka Teresa stwierdziła, że „tylko modlitwą i czytaniem duchowym możemy rozwijać umiejętność modlitwy”. Sama Matka Teresa spędzała codziennie kilka godzin na modlitwie przed Najświętszym Sakramentem.
Mimo że nie ma bezpośredniego związku między zgromadzeniem Matki Teresy a zakonem franciszkańskim, podziwiała ona zawsze świętego Franciszka z Asyżu. W jej życiu można również zauważyć wpływy duchowości franciszkańskiej. Misjonarki Miłości odmawiają codzienne rano po przyjęciu Komunii Świętej modlitwę świętego Franciszka o pokój. Śluby i reguły w obu zakonach są również podobne.

## Utrata zdrowia i śmierć

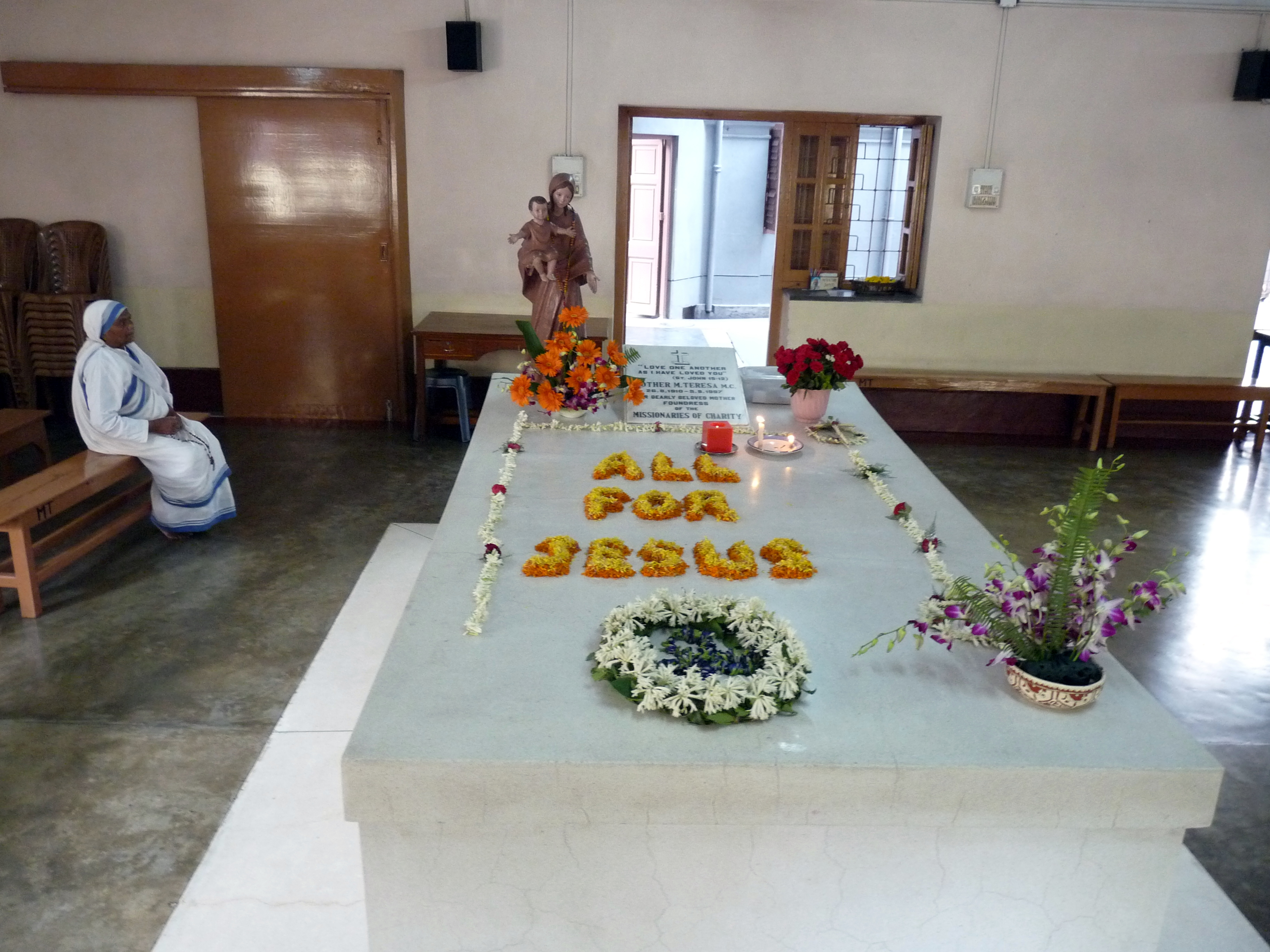
Sarkofag św. Matki Teresy z Kalkuty

Matka Teresa z Kalkuty w 1983 roku w czasie wizyty u papieża Jana Pawła II w Watykanie miała ostry zespół wieńcowy. Po drugim zawale mięśnia sercowego w roku 1989 otrzymała rozrusznik serca. W 1991 roku po walce z zapaleniem płuc podczas pobytu w Meksyku miała kolejny ostry zespół wieńcowy. Zaproponowała swą rezygnację ze stanowiska przewodniczącej Misjonarek Miłości, lecz zakonnice ze zgromadzenia w tajnym głosowaniu wyraziły wolę, by nadal im przewodziła. Matka Teresa zgodziła się kontynuować swoją pracę jako przewodnicząca zgromadzenia.
W kwietniu 1996 roku upadła i złamała obojczyk. W sierpniu tego samego roku chorowała na malarię i niewydolność lewej komory serca. Miała kolejną operację serca, lecz było widać, że jej zdrowie się pogarsza. Arcybiskup Kalkuty, Henry Sebastian D’Souza, powiedział, że gdy Matka Teresa po raz pierwszy była hospitalizowana z powodu kłopotów z sercem, polecił księdzu egzorcyście, by odprawił na niej egzorcyzm, ponieważ myślał, że może być atakowana przez diabła.
13 marca 1997 roku ustąpiła ze stanowiska przewodniczącej zgromadzenia Misjonarek Miłości. Zmarła 5 września 1997 roku. W hołdzie Nawaz Sharif, premier Pakistanu, powiedział, że była „wyjątkowym człowiekiem, który żył długo dla wyższych celów. Jej całożyciowe oddanie opiece nad biednymi, chorymi i upośledzonymi było jednym z najwyższych przykładów poświęcenia się ludzkości”. Były sekretarz ONZ, Javier Pérez de Cuéllar, powiedział: „Ona jest Organizacją Narodów Zjednoczonych. Ona jest pokojem na świecie”.
W chwili jej śmierci zgromadzenie Misjonarek Miłości Matki Teresy z Kalkuty liczyło ponad 5000 sióstr, a związane z nim braterstwa 300 członków. Zgromadzenie posiada aktualnie 610 misji w 123 krajach. Misjonarki Miłości są również wspomagane przez współpracowników, których liczba w latach dziewięćdziesiątych wynosiła ponad milion.
We wrześniu 1997 roku, na tydzień przed jej pogrzebem, ciało Matki Teresy z Kalkuty zostało wystawione na widok publiczny w kościele świętego Tomasza w Kalkucie. Została uhonorowana przez rząd indyjski pogrzebem państwowym w podziękowaniu za zasługi na rzecz ubogich wszystkich religii w Indiach.

## Beatyfikacja i kanonizacja Matki Teresy

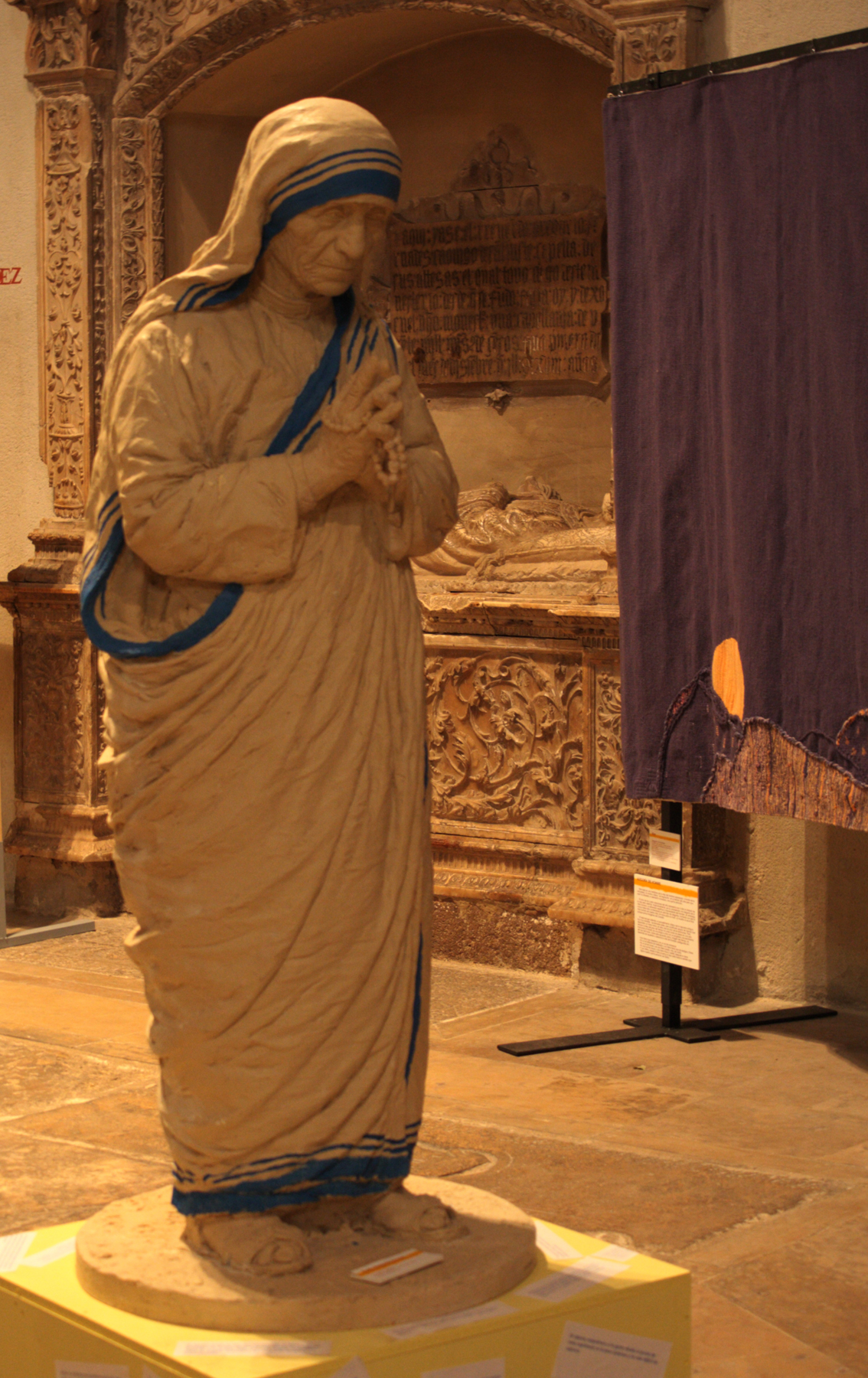
Figura Matki Teresy w Madrycie

W 1997 roku po śmierci Matki Teresy z Kalkuty Stolica Apostolska rozpoczęła proces jej beatyfikacji. Proces wymagał udokumentowanego cudu dokonanego za wstawiennictwem Matki Teresy. W 2002 roku Watykan uznał za cud uzdrowienie guza w jamie brzusznej u Hinduski Moniki Besry. Kobieta została uzdrowiona po tym, jak założyła medalion z wizerunkiem Matki Teresy z Kalkuty. Monika Besra powiedziała, że z obrazka wyszedł promień światła i uleczył guza w jamie brzusznej. Doktor Ranjan Mustafi, który powiedział gazecie „The New York Times”, że leczył Besrę, stwierdził, że guz nie był wcale rakiem, lecz torbielą spowodowaną gruźlicą. Dodał ponadto: „To nie był cud… brała lekarstwa od dziewięciu miesięcy do roku”.
Argumentacja strony uznającej cud powołuje się na dokumentację medyczną Moniki zawierającą sonogramy, recepty oraz notatki lekarzy, które mogą potwierdzić czy rzeczywiście był to cud. Monika twierdzi, że siostra Betta z Misjonarek Miłości przechowuje tę dokumentację. Siostra Betta nie komentuje tych doniesień. Urzędnicy ze szpitala Balurghat, gdzie Monika była leczona, twierdzą, że są naciskani przez zgromadzenie, by uznać uleczenie za cud.
Christopher Hitchens był jedynym świadkiem wezwanym przez Watykan do składania zeznań przeciwko beatyfikacji i kanonizacji Matki Teresy z Kalkuty. Hitchens twierdził, że „intencją Matki Teresy nie była pomoc ludziom” i że okłamywała ona darczyńców co do przeznaczenia ich datków. Hitchens powiedział: 

Kiedy rozmawiałem z nią, odkryłem, i ona mnie o tym zapewniła, że nie działała w celu złagodzenia ubóstwa.

 Matka Teresa starała się bowiem ewangelizować świat; wyznała kiedyś: 

Nie jestem pracownikiem socjalnym. Nie robię tego dla celów socjalnych. Robię to dla Chrystusa. Robię to dla Kościoła.

Urzędnicy watykańscy powiedzieli, że zarzuty Hitchensa zostały przebadane przez Kongregację do Spraw Kanonizacyjnych i że nie znaleziono żadnej przeszkody do beatyfikacji Matki Teresy. W odpowiedzi na ataki, niektórzy katoliccy publicyści nazwali ją znakiem, któremu sprzeciwiać się będą (tymi słowami nazwał Chrystusa starzec Symeon w czasie ofiarowania w świątyni – Łk 2, 34). Matka Teresa z Kalkuty została beatyfikowana przez Jana Pawła II 19 października 2003 roku.
17 grudnia 2015 papież Franciszek uznał cud za wstawiennictwem bł. Matki Teresy z Kalkuty. Cudem tym, jak poinformował Watykan jest uzdrowienie w 2008 roku 35-letniego mężczyzny chorego na wirusowe zapalenie mózgowe. Data kanonizacji błogosławionej została ogłoszona na konsystorzu, który odbył się 15 marca 2016.
4 września 2016, w ramach Jubileuszu wolontariatu, podczas uroczystej eucharystii na placu Świętego Piotra w Watykanie, bł. Matka Teresa z Kalkuty została ogłoszona przez papieża Franciszka świętą Kościoła katolickiego.

## Kult
5 września 2010 w Prisztinie dokonano konsekracji katedry pw. bł. Matki Teresy z Kalkuty.
11 lutego 2025 papież Franciszek zdecydował o wpisaniu wspomnienia św. Matki Teresy z Kalkuty do Ogólnego Kalendarza Rzymskiego. Jej liturgiczne wspomnienie obchodzone będzie w Kościele na całym świecie 5 września i ma zostać umieszczone we wszystkich kalendarzach i księgach liturgicznych jako wspomnienie dowolne.

## Uznanie międzynarodowe oraz przyjęcie przez ludzi

### Przyjęcie w Indiach
W 1962 roku Matka Teresa z Kalkuty została po raz pierwszy wyróżniona przez rząd indyjski otrzymując Order Padma Shri. W kolejnych dziesięcioleciach otrzymywała główne indyjskie odznaczenia, m.in. w 1972 roku nagrodę Jawaharlala Nehru za Międzynarodowe Porozumienie. W 1980 roku otrzymała najwyższe indyjskie odznaczenie cywilne – order Bharat Ratna.
W 1992 roku została opublikowana jej oficjalna biografia, której autorem jest indyjski urzędnik Navin Chawla.
Obecność Matki Teresy z Kalkuty w życiu politycznym Indii wywoływała zgrzyty, gdyż często sprzeciwiała się indyjskiej racji stanu. Indyjska Partia Ludowa weszła z nią w spór o sposób traktowania chrześcijańskich dalitów, lecz uhonorowała ją po śmierci wysyłając reprezentanta na jej pogrzeb. Światowy Komitet Hindusów sprzeciwił się decyzji rządu o przyznanie jej pogrzebu państwowego.
Sekretarz Światowego Komitetu Hindusów powiedział, że „stawiała interes Kościoła nad posługę państwu”. Oskarżył ją również o faworyzowanie chrześcijan i o „chrzczenie w ukryciu” umierających. Indyjski tygodnik „'Frontline” na stronie tytułowej poświęconej Matce Teresie z Kalkuty oddala te zarzuty, nazywając je „ewidentną nieprawdą” i stwierdza, że „nie miały one żadnego wpływu na postrzeganie jej pracy przez społeczeństwo, szczególnie w Kalkucie”. Tygodnik ten również chwali jej „bezinteresowną opiekę”, energię i odwagę. Autor tego artykułu krytycznie jednak odniósł się do jej publicznej kampanii przeciwko aborcji. Skrytykował ją również za to, że pomimo twierdzeń, że jest apolityczna, angażowała się w politykę.
W 2018 roku, w związku z odkryciem handlu dziećmi przez Misjonarki Miłosierdzia władze kraju zaczęły zastanawiać się nad odebraniem świętej Orderu Padma Shri.

### Przyjęcie przez resztę świata

Ronald Reagan i Matka Teresa – wręczenie Medalu Wolności w 1985 r.

Matka Teresa z Kalkuty była wyróżniana zarówno przez rządy, jak i organizacje świeckie. W 1962 roku otrzymała nagrodę Ramona Magsaysaya za pracę w południowej i wschodniej Azji na rzecz Międzynarodowego Porozumienia. Przyznanie tej nagrody uzasadniono w następujący sposób: 

Rada Członków uznaje jej miłosierdzie okazane żyjącym w nędzy i biednym, dla pomocy których stworzyła nowe zgromadzenie

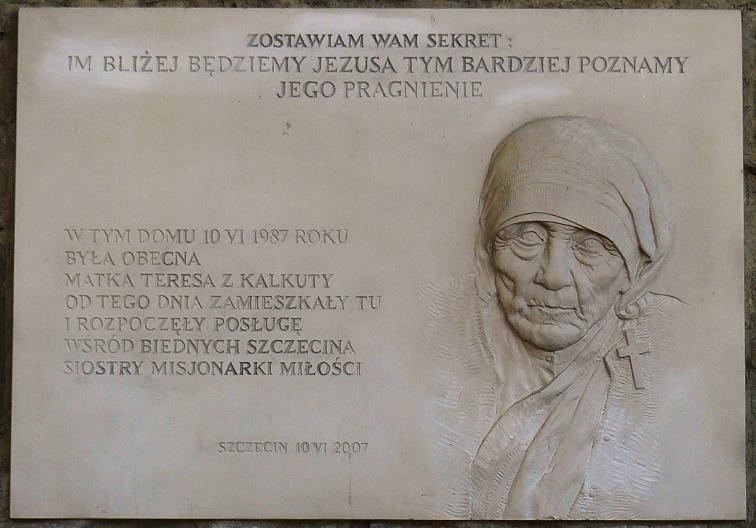
Tablica upamiętniająca pobyt Matki Teresy w Szczecinie w 1987 r.

Na początku lat 70. Matka Teresa stała się znana na całym świecie po filmie dokumentalnym i książce o wspólnym tytule Something Beautiful for God autorstwa Malcolma Muggeridge’a. Materiał filmowy był kręcony w warunkach słabego oświetlenia, głównie w Domu dla Umierających. Muggeridge spodziewał się, że film nie będzie użyteczny dla ekipy z powodu słabego oświetlenia. Po powrocie z Indii okazał się on jednak bardzo dobrze oświetlony. Muggeridge twierdził, że był to cud „boskiego światła” Matki Teresy. Pozostali członkowie ekipy uważali, że było to spowodowane nowymi taśmami filmowymi Eastman Kodak o dużej czułości.
Równocześnie katolicy zaczęli czcić Matkę Teresę jako świętą. W 1971 roku papież Paweł VI nagrodził ją Nagrodą Pokoju papieża Jana XXIII „za pracę na rzecz ubogich, obraz chrześcijańskiej miłości i wysiłki na rzecz pokoju”. W 1976 roku otrzymała Nagrodę Pacem In Terris.
W 1982 roku została mianowana honorowym Kompanem Orderu Australii „za służbę dla społeczności Australii i całej ludzkości”. Rządy Wielkiej Brytanii i Stanów Zjednoczonych wielokrotnie przyznawały jej wyróżnienia. W 1983 otrzymała Order Zasługi Wspólnoty Narodów, a 16 listopada 1996 roku – honorowe obywatelstwo Stanów Zjednoczonych. Albania, ojczyzna Matki Teresy, uhonorowała ją w roku 1994. W 1995 otrzymała chorwacki Wielki Order Królowej Jeleny.
Uniwersytety, zarówno we wschodnich, jak i zachodnich Indiach, przyznawały jej doktoraty honoris causa. W 1978 otrzymała Nagrodę Balzana za propagowanie godności ludzkiej, pokoju i braterstwa pomiędzy ludźmi, zaś w 1975 roku Międzynarodową Nagrodę Alberta Schweitzera.

W 1979 roku Matka Teresa z Kalkuty otrzymała Pokojową Nagrodę Nobla „za walkę z biedą i cierpieniem, co również stanowi zagrożenie dla pokoju”. „Odmówiła udziału w uroczystym bankiecie na cześć laureatów i poprosiła, by suma 192 000 dolarów, którą otrzymała jako nagrodę, została ofiarowana biednym w Indiach”. Zaznaczyła również, że wcześniejsze nagrody były dla niej o tyle ważne, o ile pomagały potrzebującym na świecie. Podczas odbierania nagrody zapytano ją: „Co możemy uczynić na rzecz pokoju na świecie?”, odpowiedziała: „Idźcie do domu i kochajcie swoje rodziny”. Powiedziała ponadto: 

Na całym świecie, nie tylko w biednych krajach, ale również na zachodzie znalazłam ubóstwo, lecz o wiele trudniejsze do usunięcia. Kiedy przyjmuję głodnego człowieka z ulicy, daję mu talerz ryżu i kromkę chleba. Czuję się wtedy spełniona. Usunęłam głód. Lecz istnieje jeszcze inna bieda, bieda osoby, która jest odrzucona od innych, która czuje się niechciana, niekochana, przerażona, osoby, która została usunięta ze społeczeństwa – ta bieda jest tak bardzo raniąca i dla mnie bardzo trudna.

Matka Teresa uznała ponadto aborcję za „największego niszczyciela pokoju na świecie”.

## Krytyka i zarzuty
Krytycy zarzucają, że głównym aspektem pracy zgromadzenia Misjonarek Miłości było nawracanie na katolicyzm oraz oskarżają ją o chrzczenie umierających wbrew ich woli lub woli ich rodziców. Krytykowano sprzeciw wobec aborcji i antykoncepcji, a także wiarę w to, że ubóstwo i cierpienie jest czymś dobrym. W hospicjach Misjonarek Miłości nie stosowano zachodnich standardów opieki medycznej oraz ograniczony był dostęp do środków przeciwbólowych.

### Zła opieka medyczna
Zasady moralne, które Matka Teresa wprowadzała do domów swojego zgromadzenia, spotkały się z krytyką. David Scott napisał, że Matka Teresa z Kalkuty nie starała się rozwiązać problemu biedy jako takiego, lecz ograniczała się do tego, by utrzymać ludzi przy życiu. W prasie medycznej krytykowano standard obsługi medycznej oferowany pacjentom śmiertelnie chorym w Domach dla Umierających. The Lancet i British Medical Journal poinformowały o wielokrotnym używaniu igieł do strzykawek, złych warunkach życia, w tym zimnej wodzie do kąpieli dla wszystkich pacjentów oraz o takim podejściu do chorób i cierpienia, które wykluczało użycie wielu elementów nowoczesnej opieki medycznej, takich jak systematyczne diagnozy. Kanadyjscy naukowcy w 2013 roku orzekli, że w przytułkach prowadzonych przez Matkę Teresę większość pacjentów nie była odpowiednio leczona, a pozostawiona na śmierć.
Trzech naukowców z Uniwersytetu Montrealu: Serge Larivée, Carole Sénéchal, Geneviève Chénard zebrało 502 dokumenty dotyczące życia i pracy Matki Teresy. Po odrzuceniu 195 duplikatów, analizie poddali ostatecznie 287 dokumentów. Jak oceniają, zebrane przez nich materiały to 96 proc. dostępnych dokumentów na temat świętej. Pełny raport został opublikowany w piśmie „Studies in Religion”. Z analizy wynika, że Matka Teresa zajmowała się prowadzeniem 517 misji w ponad 100 krajach świata, ale większość pacjentów nie otrzymywała odpowiedniej pomocy lekarskiej, co skutkowało śmiercią wielu z nich.

#### Odpowiedź na zarzut
Wiele osób wskazało, że zarzuty o złą opiekę w domach Matki Teresy są sprzeczne z posiadanymi dokumentami, Indyjski urzędnik Navin Chawla, który odwiedzał domy misjonarek miłości, na podstawie oficjalnych danych, stwierdził, że śmiertelność w domach Matki Teresy z blisko 100% na początku jej działalności, spadła do około 1/6 w 1991 roku. Jako powód podał podniesienie poziomu opieki medycznej w domach Matki Teresy oraz dobre odżywianie pacjentów. Kathryn Spink również podała oficjalne dane, według których domy Matki Teresy do 1984 roku przyjęły 13 246 nędzarzy i wypisały po wyleczeniu 8627 osób. Inni autorzy wskazywali na przypadki, jak Matka Teresa angażowała do pomocy lekarzy oraz wysyłała siostry na studia medyczne, co w tamtym czasie było niebezpieczne dla kobiet.
Doktor Robin Fox, redaktor The Lancet, chociaż twierdził, że opieka w odwiedzonym przez niego domu Matki Teresy bywała przypadkowa z powodu braku lekarzy, co tworzyło dla pacjentów niebezpieczne sytuacje, pochwalił silnego ducha sióstr pomagających chorym („power of their spiritual approach”) oraz podkreślał fakt, że przekazywane pieniądze nie są wydawane na luksusy („If You give money to Mother Theresa’s home don’t expect it to be spent on some little luxury”).

### Niestosowanie leków przeciwbólowych
Duża część krytyków Matki Teresy twierdziła, że w hospicjach Misjonarek Miłości z powodów religijnych nie stosowano standardów opieki medycznej oraz środków przeciwbólowych. Matka Teresa z Kalkuty została również skrytykowana w artykule w Alberta Report za to, że twierdziła, że cierpienie zbliża ludzi do Jezusa.

#### Odpowiedź na zarzuty
W odpowiedzi wskazano, że filozofia misjonarek miłości jest obecnie popierana przez indyjskie prawo. Obecnie w Indiach tylko 2% ludzi ma dostęp do silnych leków przeciwbólowych, z powodu indyjskiego prawa antynarkotykowego, przez które nawet szpitale mają problem z pozyskaniem środków przeciwbólowych. Dla niektórych pacjentów w agonii misjonarki miłości używały słabego leku łagodzącego ból – diklofenak. Ruch Solidarności z Ubogimi Trzeciego Świata „Maitri” wysyłał w latach 1975 do ok. 1990 do domów Matki Teresy w Kalkucie znaczne ilości leków zgodnie z zapotrzebowaniem sformułowanym przez misjonarki miłości. Były wśród nich również leki przeciwbólowe.

### Złe dysponowanie pieniędzmi
Prof. Geneviève Chénard, autorka artykułu Les côtés ténébreux de Mère Teresa stwierdziła, że tylko 5% wszystkich pieniędzy poszło na opiekę. Cała reszta została przeznaczona na budowę domów dla sióstr misjonarek albo przejęta przez Watykan. Serge Larivée, Carole Sénéchal, Geneviève Chénard stwierdzili, że pomimo licznych klęsk żywiołowych w Indiach, zamiast pomocy finansowej na rzecz ofiar, oferowała ona jedynie modlitwę i medaliki Maryi Dziewicy. Christopher Hitchens i niemiecki magazyn „Stern” stwierdzili, że Matka Teresa wydawała pieniądze na otwieranie nowych klasztorów i na dzieła misyjne, a nie na łagodzenie ubóstwa i na poprawianie warunków w jej hospicjach.

#### Odpowiedź na zarzuty
W odpowiedzi na te zarzuty stwierdzono, że znów są one sprzeczne z danymi prezentowanymi przez misjonarki. Według ich danych w samym tylko Shishu Bhawan każdego miesiąca 2000 osób dostawało suche racje żywnościowe, a 400 ciepły posiłek za darmo. Do 1984 udzielono pomocy 4 milionom trędowatym, wydawano 106 271 tygodniowych racji żywnościowych codzienne ciepłe posiłki dla 51 580 osób. Dane te nie zostały nigdy zweryfikowane. Kathryn stwierdziła, że Matka Teresa z powodu prawa indyjskiego, posiadała drugie konto bankowe w Watykanie, gdyż pieniądze przesłane do Indii nie mogły być przeznaczone na cele misjonarskie poza Indiami. Z konta watykańskiego przekazywano pieniądze na pomoc domom, które nie są samowystarczalne oraz na kryzysowe sytuacje.

### Nawracanie na katolicyzm
Pojawiały się zarzuty, że głównym aspektem pracy zgromadzenia Misjonarek Miłości było nawracanie na katolicyzm oraz oskarżenia o chrzczenie umierających wbrew ich woli lub woli ich rodziców, bez względu na ich wyznanie. Susan Shields, jedna z sióstr misjonarek wspomina, że umierającym zadawano pytanie „czy chcą bilet do nieba?”. Jeżeli konający i najczęściej nieświadomy kontekstu pytania człowiek udzielał twierdzącej odpowiedzi, było to uznawane za zgodę na chrzest. Zwyczaj ten utrzymywano w ścisłej tajemnicy.

#### Odpowiedź na zarzuty
Odpowiedzią mogą być słowa Matki Teresy: 
"Tak, chyba nawracam. Ale mówiąc to myślę o czym innym, niż Pan. [...] Jeśli stając z Bogiem twarzą w twarz przyjmujemy Go w nasze życie, wtedy nawracamy. Stajemy się lepszymi hinduistami, lepszymi muzułmanami, lepszymi katolikami, bez względu na to, kimkolwiek byśmy byli, i jako lepsi coraz bardziej zbliżamy się do Niego."
"Pomagamy biednym zawrzeć pokój z Bogiem, bo największą potrzebą człowieka jest umrzeć w pokoju z Bogiem. Żyjemy po to, aby oni mogli umierać, aby mogli wrócić do domu zgodnie z tym, co jest napisane w księdze, bez względu na to, czy jest to księga hinduizmu, islamu, buddyzmu, katolicyzmu, protestantyzmu czy jakiejkolwiek innej religii. [...] Dajemy im wszystko to, o co proszą, a czego wymaga od nich ich wiara. Jedni proszą o wodę z Gangesu, inni o wodę święconą, jeszcze inni o dobre słowo lub o modlitwę. Niektórzy proszą tylko o jabłko, chleb lub papierosa. Inni po prostu chcą, aby ktoś przy nich siedział."

### Inne zarzuty
Krytykowano jej sprzeciw wobec aborcji i antykoncepcji. Powodem krytyki były też źródła pochodzenia niektórych darowizn. Matka Teresa przyjmowała datki od rodziny François Duvaliera, dyktatora Haiti i otwarcie ich chwaliła. Przyjęła również 1,4 miliona dolarów od Charlesa Keatinga zamieszanego w oszustwo i skandal korupcyjny znany jako „skandal Keating Five”. Wspierała go przed aresztowaniem i po nim. Paul Turley, ówczesny zastępca prokuratora okręgowego w Los Angeles, napisał do Matki Teresy, prosząc ją, by zwróciła darowane pieniądze ludziom, którym Keating je ukradł. Darowane pieniądze nie zostały rozliczone, a Turley nie otrzymał odpowiedzi. 
Colette Livermore – była Misjonarka Miłości – opisuje powody, dla których opuściła zgromadzenie w swej książce Hope Endures: Leaving Mother Teresa, Losing Faith, and searching for Meaning. Livermore uważa, że „teologia cierpienia” Matki Teresy była błędna, pomimo że była dobrą i odważną osobą. Livermore nie mogła tego pogodzić z pewnymi praktykami zgromadzenia. Jako swe zarzuty podaje:
- odmawianie pomocy potrzebującym, którzy prosili o nią zakonnice poza ustalonym harmonogramem;
- zniechęcanie zakonnic zgromadzenia Misjonarek Miłości do podwyższania kwalifikacji medycznych;
- nakładanie „niesprawiedliwych kar”, takich jak przenosiny z dala od przyjaciół;
- Livermore twierdzi, że przełożone Misjonarek Miłości „infantylizują” swe podopieczne poprzez zakazywanie czytania świeckich książek i gazet;
- oskarża również przełożone o to, że stawiają posłuszeństwo nad niezależne myślenie i rozwiązywanie problemów[108].

## Upamiętnienie

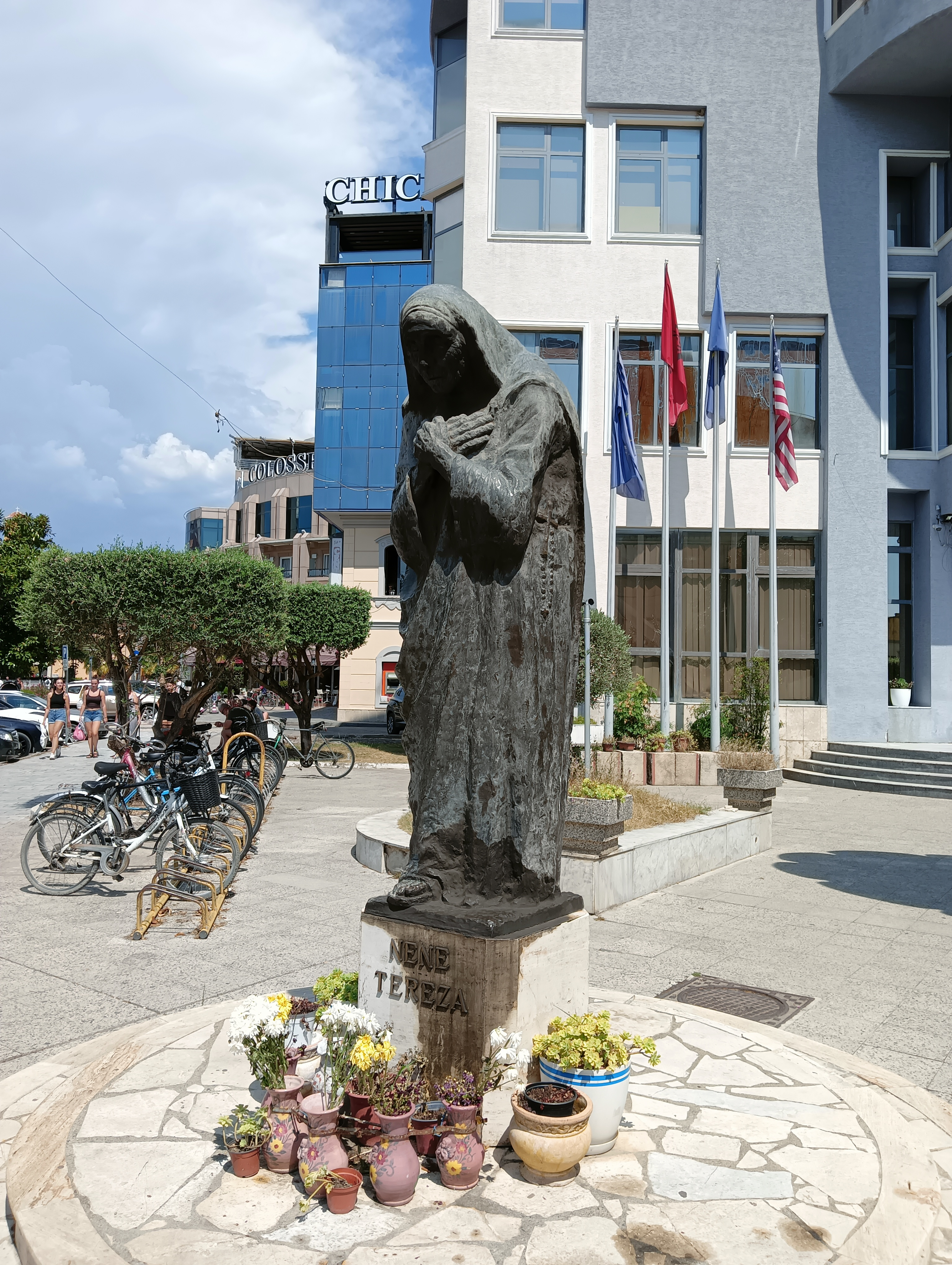
Pomnik Matki Teresy z Kalkuty w Szkodrze.

We wrześniu 2022 roku Europejski Bank Centralny upamiętnił 25. rocznicę śmierci Matki Teresy wybijając dla Watykanu w mennicy rzymskiej okolicznościową monetę o nominale 2 euro. Wybito 84 000 sztuki. Na rewersie przedstawiono świętą trzymającą w objęciach dziecko.